# Death Bell 2: Bloody Camp
Death Bell 2: Bloody Camp ist südkoreanischer Horrorfilm aus dem Jahr 2010. Regie führte Yoo Sun-dong. Es ist der Nachfolger zu Death Bell aus dem Jahr 2008.

## Handlung
Die Schülerin Jeong Tae-yeon wird tot in einem Schwimmbecken aufgefunden. Die Polizei kommt zu dem Schluss, dass es Selbstmord war. Zwei Jahre später leidet Tae-yeons Stiefschwester Se-hui an albtraumhaften Visionen und wird zudem von ihrem Mitschüler Ji-yun geärgert. Se-hui und 30 andere Schüler werden für ein „Sommer-Camp“ ausgewählt, bei dem sie sich auf die Zulassungsprüfung für die Universitäten vorbereiten. Der Schwimmlehrer der Schule wird ermordet mit einer Warnung für die Schüler, dass alle getötet werden, wenn sie nicht herausfinden, wer die Morde begeht und warum. Die Schüler und restlichen Lehrer sind in der Schule eingesperrt, während immer mehr Morde geschehen.

## Veröffentlichung
Death Bell 2: Bloody Camp feierte seine Premiere auf dem Puchon International Fantastic Film Festival am 23. Juli 2010. Am 28. Juli 2010 startete der Film in den südkoreanischen Kinos. Am 2. Juni 2011 erschien der Film in Südkorea auf DVD.

## Rezeption
Maggie Lee vom Hollywood Reporter schrieb, dass der Film „hirnlos“ und „schlampig gedreht“ sei. Seo So-ya schrieb in der Kritik für JoongAng Daily, dass der Film sein Potential nicht ausgeschöpft habe und er den Zuschauern mehr hätte bieten sollen als nur Blut. Trotz dieser negativen Kritiken wurde sowohl in The Hollywood Reporter als auch in der JoongAng Daily eine Szene gelobt, in der ein Motorrad einen Schüler attackiert. Film Business Asia gab dem Film sieben von 10 Punkten und bezeichnete ihn als guten Horrorfilm mit einer besseren Handlung als der Vorgänger.
Der Film hatte am Eröffnungswochenende über 50.000 Besucher. Der Film spielte in Südkorea knapp 5 Millionen US-Dollar ein.